# Martin Traugott Closius
Martin Traugott Closius, magyaros írásmóddal Closius Márton Traugott (Brassó, 1744. január 29. – Brassó, 1789. július 27.) evangélikus lelkész.

## Élete
Szülővárosában és 1766-tól a jénai egyetemen tanult; 1772-től 1780-ig a brassói gimnázium tanára, 1780 és 1782 között igazgatója volt. 1782. július 27-én mártonhegyi lelkésszé választották meg. 1783-ban fődiakónus lett Brassóban.
Felesége Sara Elisabetha volt, Franz Czako von Rosenfeld lánya.

## Munkái
- Trauer-Oden auf den Höchstseeligen Tod Mariä Theresiä, der besten Grossfürstin von Siebenbürgen. Kronstadt, 1791. (Többekkel együtt.)
- Denkpredigt auf die im Jahre 1689. den 21. April zu Kronstadt entstandene erschreckliche Feuersbrunst, gehalten den 21. April 1789. Wien 1789.